# Sudowo (obwód wołogodzki)
Sudowo (ros. Судово) – wieś w Rosji, w rejonie charowskim obwodu wołogodzkiego. W 2021 r. była niezamieszkana.